# 軟體世界

軟體世界封面

《軟體世界》是智冠科技過去所發行的PC-Game專業月刊。曾經每月發行約五萬本。其廣告內容，主要為智冠科技所經銷之各式PC-Game。雜誌內容一度由單機版PC-Game轉型為報導線上遊戲的內容。
「軟體世界」（SoftWorld）亦為智冠科技早期所經銷之各式單機版PC-Game的產品系列識別代號，亦即台灣在尚未進入付版權費給原始著作權人的時代，智冠科技與精訊資訊聯手在台灣販賣平價版的遊戲系列。

## 簡史
- 1989年4月，《軟體世界》雜誌於台灣創刊發行。
- 1995年7月，软体世界杂志改版，并开始在每一期杂志中加赠附有电脑游戏试玩版的CD片，同时全球发行量提高到6万本。
- 1998年12月，在台灣取得「軟體世界」使用於第十六類書籍、雜誌等之商標。
- 1999年9月，發行《軟體世界》國際中文版。（第一次正式賣到其他地區）
- 2001年，《軟體世界》期號滿150之後，從1開始計算新版雜誌的期號。[1]
- 2005年，《軟體世界》停刊(期號200)。
- 2006年，《軟體世界》復刊，以季刊方式刊登一期後還是不敵線上遊戲雜誌，終究還是停刊。

## 外部連結
- 「軟體世界雜誌」改版重新登場 （页面存档备份，存于） 2001-11-05
- 港都消費／軟體世界雜誌變裝　呈現另類手法 2001/11/07
- 「軟體世界」雜誌官網存檔〈1998～2003年〉